# Alyki Lefkimmis (Kerkyra)
Alyki Lefkimmis (Kerkyra) este o arie protejată (arie specială de conservare — SAC, sit de importanță comunitară — SCI, arie de protecție specială avifaunistică — SPA) din Grecia întinsă pe o suprafață de 212,73 ha, integral pe uscat.

## Localizare
Centrul sitului Alyki Lefkimmis (Kerkyra) este situat la coordonatele 39°27′09″N 20°04′09″E / 39.452629°N 20.069241°E.

## Înființare
Situl Alyki Lefkimmis (Kerkyra) a fost declarat sit de importanță comunitară în august 1996 pentru a proteja 39 de specii de animale. Alte tipuri de protecție:
- arie de protecție specială avifaunistică (în octombrie 2001)[3]
- arie specială de conservare (în martie 2011)[2][4][5]

## Biodiversitate
Situată în ecoregiunile marină mediteraneană și mediteraneană, aria protejată conține 6 habitate naturale: Lagune de coastă, Vegetație anuală la limita mareei, Salicornia și alte specii anuale care populează regiunile mlăștinoase și nisipoase, Pășuni mediteraneene udate de apa mării (Juncetalia maritimi), Tufărișuri halofile mediteraneene și termo-atlantice (Sarcocornetea fruticosi), Galerii și tufărișuri riverane sudice (Nerio-Tamaricetea și Securinegion tinctoriae).
La baza desemnării sitului se află mai multe specii protejate:
- păsări (36): pescăruș albastru (Alcedo atthis), rață sulițar (Anas acuta), fâsă-de-câmp (Anthus campestris), lăstunul mare (Apus apus), stârc cenușiu (Ardea cinerea), pietruș (Arenaria interpres), ciocârlie-cu-degete-scurte (Calandrella brachydactyla), Calidris alba, fugaci de țărm (Calidris alpina), fugaci roșcat (Calidris ferruginea), fugaci mic (Calidris minuta), bătăuș (Calidris pugnax), fugaci pitic (Calidris temminckii), prundăraș de sărătură (Charadrius alexandrinus), chirighiță-cu-aripi-albe (Chlidonias leucopterus), cristeiul de câmp (Crex crex), lebădă de vară (Cygnus olor), lăstun de casă (Delichon urbicum), egretă mică (Egretta garzetta), vânturel de seară (Falco vespertinus), scoicar (Haematopus ostralegus), piciorong (Himantopus himantopus), rândunică (Hirundo rustica), Hydrocoloeus minutus, sitar de mâl (Limosa limosa), codobatura galbenă (Motacilla flava), culic cu cioc subțire (Numenius tenuirostris), Phalacrocorax carbo sinensis, flamingo roz (Phoenicopterus roseus), chiră mică (Sternula albifrons), turturică (Streptopelia turtur), Tachymarptis melba, fluierar de mlaștină (Tringa glareola), fluierar cu picioare verzi (Tringa nebularia), fluierar de lac (Tringa stagnatilis), Xenus cinereus
- mamifere (1): vidră de râu (Lutra lutra)
- pești (1): Aphanius fasciatus
- reptile (1): șarpele cu patru dungi (Elaphe quatuorlineata)

Pe lângă speciile protejate, pe teritoriul sitului au mai fost identificate 3 specii de plante, 2 specii de păsări, 2 specii de amfibieni, 6 specii de reptile.